# スリーパー効果
スリーパー効果（英: Sleeper effect）は、説得力に関する心理現象。
行動すべき時まで敵国に潜み、一般人として暮らす工作員を指す「スリーパー」という言葉に由来して、心理学者のカール・ホブランドが命名した。
例えば、政治的キャンペーンで、対抗となる候補を貶す広告を見て、初めは広告費を払っていることに気付きその信頼性に疑念を持つが、時間が立つにつれそれが広告であることを忘れ、正当なものだと思い込む。

## スリーパー効果の発見
スリーパー効果は、プロパガンダ映画の効果を調査した際に発見された。
映画を見た後の兵士の行動を、5日後と9週間後に調査した。
その結果、5日後には大した変化は見られなかったが、9週間後にはそれよりも大きい共感を示した。
この結果を正当にする理論として、プロパガンダ映画と知っていながらも映画を見たから5日後には効果がなく、9週間後には出典を忘却しているため、根拠がプロパガンダ映画であることが曖昧になり、信頼性を高めたという仮説が出された。